# Menticirrhus paitensis
Menticirrhus paitensis és una espècie de peix de la família dels esciènids i de l'ordre dels perciformes.

## Morfologia
- Els mascles poden assolir 40 cm de longitud total.[4][5]

## Alimentació
Menja cucs, crustacis i mol·luscs.

## Hàbitat
És un peix marí, de clima tropical i demersal.

## Distribució geogràfica
Es troba a l'oceà Pacífic oriental: des de Mèxic fins al Perú.

## Observacions
És inofensiu per als humans.